# Dmitrij Charin
Dmitrij Viktorovič Charin (rusky Дми́трий Ви́кторович Ха́рин; * 16. srpna 1968 Moskva) je bývalý ruský fotbalový brankář.

## Klubová kariéra
Je odchovancem moskevského Torpeda, kde v roce 1984 debutoval v sovětské nejvyšší soutěži. Později hrál také za FK Dynamo Moskva a PFK CSKA Moskva. V roce 1992 přestoupil za 400 000 liber do Chelsea FC, s nímž vyhrál FA Cup 1997, EFL Cup 1998 a Pohár vítězů pohárů 1997/98. Jeho dalším působištěm byl Celtic Glasgow, s nímž získal v roce 2001 skotský ligový pohár.

## Reprezentační kariéra
V roce 1985 vyhrál se sovětským týmem mistrovství Evropy ve fotbale hráčů do 16 let. Získal zlatou medaili na Letních olympijských hrách 1988, kde odchytal všech šest utkání. Reprezentoval na mistrovství Evropy ve fotbale 1992, mistrovství světa ve fotbale 1994 a mistrovství Evropy ve fotbale 1996. Celkově odchytal čtyřicet mezistátních zápasů.

## Trenérská kariéra
Působil jako trenér brankářů v anglických klubech Luton Town FC a Hemel Hempstead Town FC.